# 阿德赫
阿德赫（西班牙語：Adeje），是西班牙加那利群岛圣克鲁斯-德特内里费省的一个市镇。总面积约106平方公里，总人口46833人（2017年），人口密度447人/平方公里。

## 图集

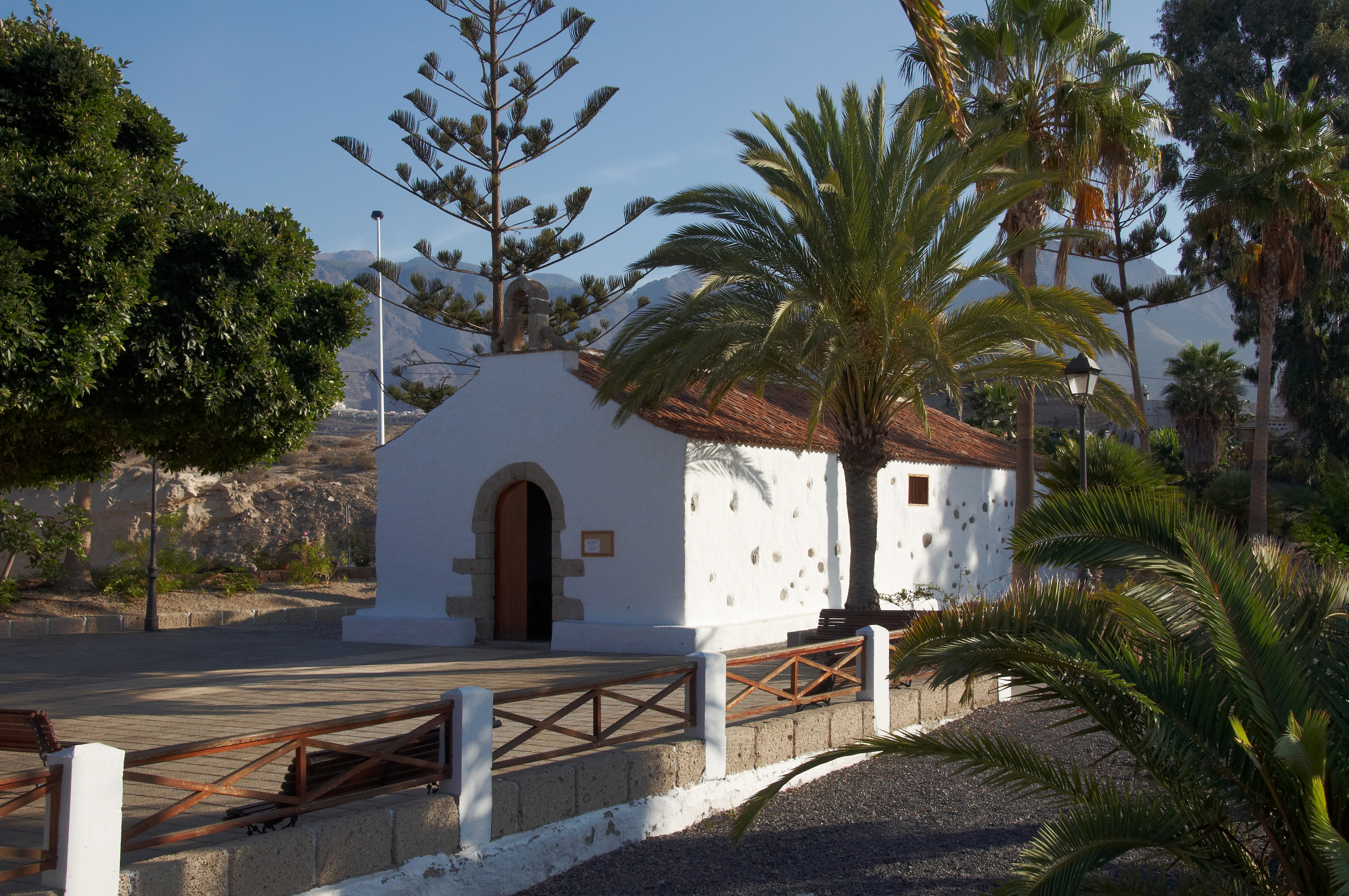
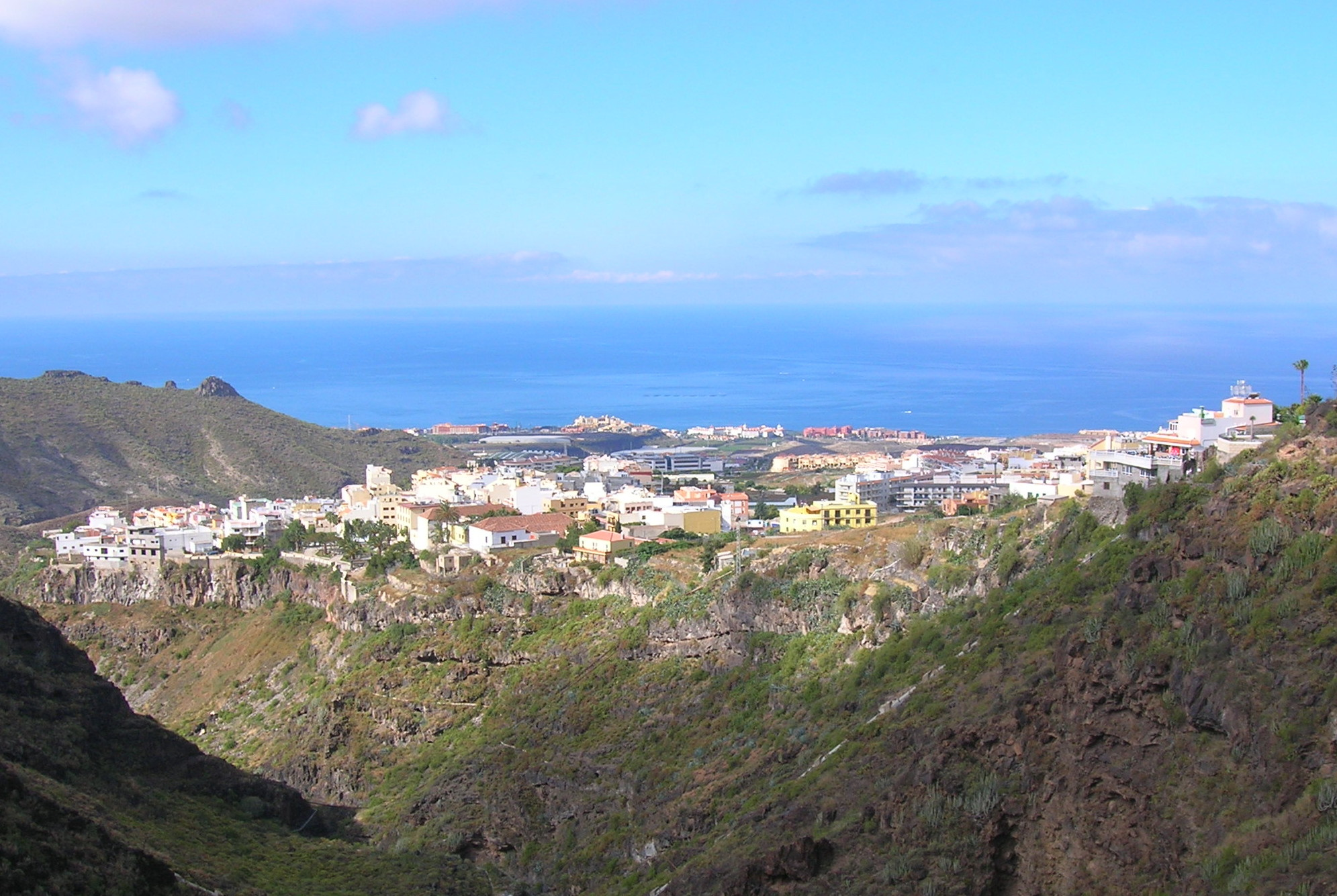
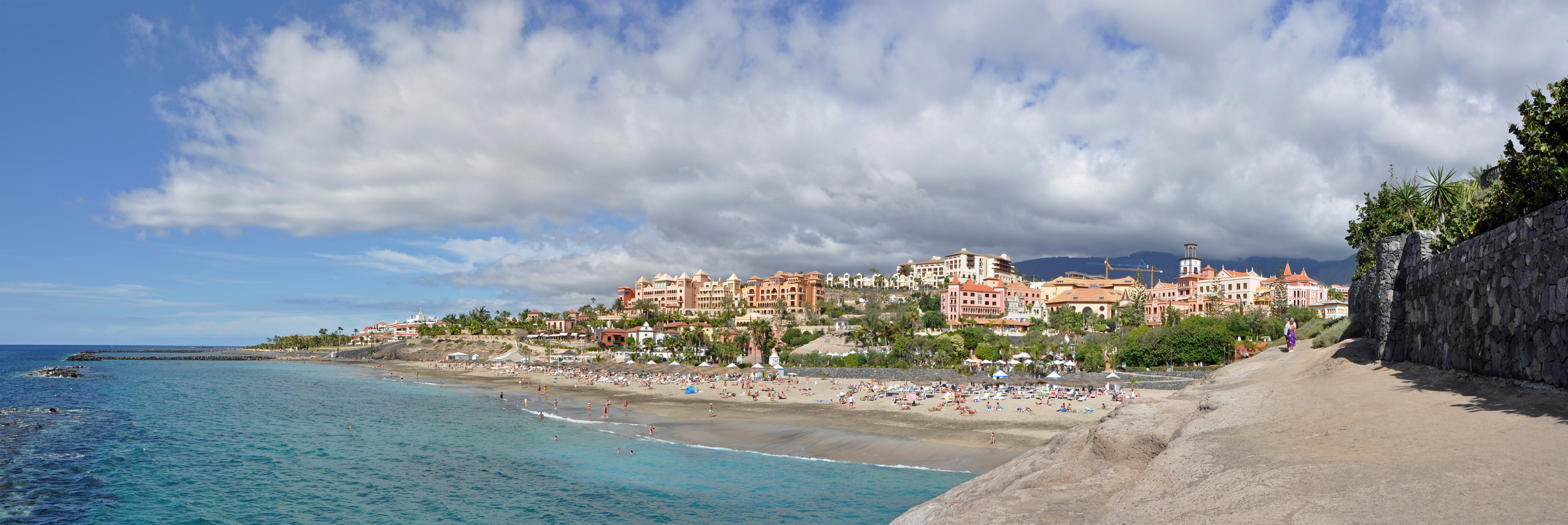
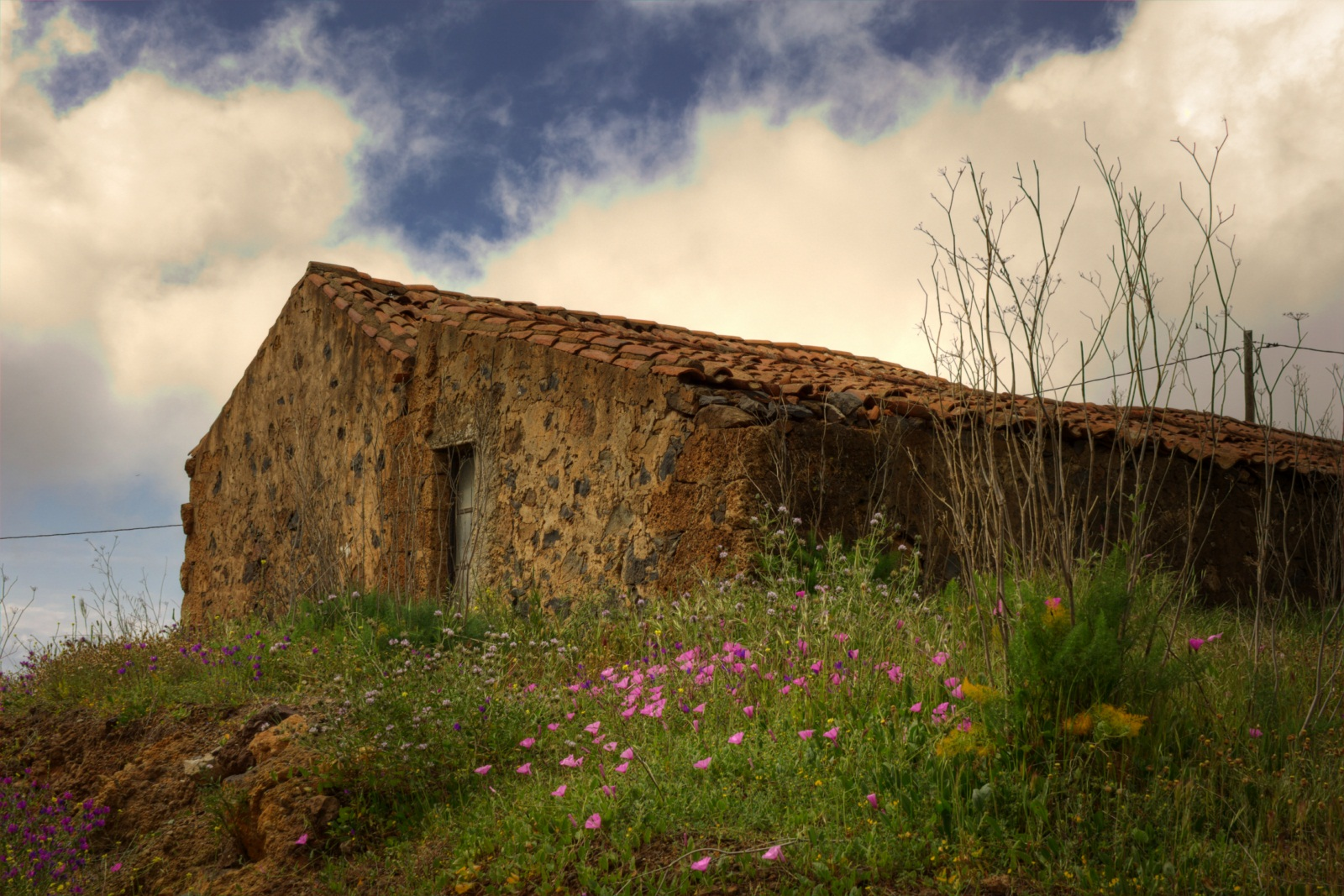

## 人口
| 阿德赫                 |
|                        |
| 来源：加那利群岛统计局 |